# 잉글리쉬 페이션트
《잉글리쉬 페이션트》(영어: The English Patient)는 마이클 온다체가 쓴 동명의 소설을 바탕으로 한 각본으로 앤서니 밍겔라가 연출하고 사울 젠츠가 제작한 1996년 영국과 미국 합작의 서사 로맨스 전쟁 드라마 영화이다.
개봉 후 비평적 호평을 받았으며, 제69회 아카데미상 시상식에서 12개 부문 후보에 올라 작품상, 밍겔라의 감독상, 쥘리에트 비노슈의 여우조연상을 포함한 9개 부문을 수상했다.

## 시놉시스
제2차 세계 대전 중, 독일군 포병들이 사막을 가로지르는 영국의 복엽기를 격추시키고, 베두인 부족이 그 기사의 부상자를 구출한다.
하나는 프랑스-캐나다 출신의 왕립 캐나다 군 의무대 간호원으로, 이탈리아에서 심하게 다친 병사를 돌보던 중 남자친구의 죽음을 알게 된다. 1944년 10월 그녀는 기억을 잃은 채 심하게 화상을 입은 영국식 억양을 가진 환자를 돌보고 있다. 그의 유일한 소지품은 개인적인 메모와 사진, 기념물이 담긴 헤로도토스의 〈역사〉 책이다.
하나는 친구인 간호사가 그녀의 눈앞에서 죽음을 맞이한 후, 자신이 사랑하는 사람들에게 저주를 가져다준다고 느끼며, 병원이 이동하는 동안 환자와 함께 폭격으로 폐허가 된 수도원에서 거주하기로 한다. 그곳에서 영국 인도군의 시크 병사 키프가 폭탄과 지뢰를 제거하는 임무로 합류하고, 캐나다 정보군의 다비드 카라바지오가 그곳에 도착한다. 카라바지오는 환자를 질문하며, 환자는 점차 자신의 과거를 이야기하기 시작한다. 그 이야기를 들으면서 하나와 키프는 사랑에 빠지게 된다.
1930년대 후반, 헝가리 출신의 지도 제작자 라슬로 알마시가 사하라 사막을 탐험하며, 영국인 친구인 피터 매독스와 영국 부부 제프리와 캐서린 클리프턴과 함께 고대 동굴을 탐사하는 과정을 그린다. 알마시는 베두인에게서 "수영하는 동굴"이라는 고대 동굴의 위치를 발견하고, 그곳에서 동굴 벽화를 발견한다. 알마시와 캐서린은 서로 사랑에 빠지게 되고, 알마시는 그녀에게 동굴 벽화의 수채화를 책 속에 숨겨놓는다.
그러나 알마시와 캐서린의 불륜은 제프리에게 발각되고, 제프리는 두 사람을 모두 죽이려는 시도를 한다. 이후 제프리는 비행기 사고로 사망하고, 캐서린은 심하게 다친다. 알마시는 그녀를 동굴에 데려가지만, 캐서린은 결국 죽음을 맞이한다. 알마시는 그녀를 데리고 비행기를 타고 탈출을 시도하지만, 독일군의 공격을 받아 비행기가 격추되고, 둘은 결국 화염에 휩싸인다.
카라바지오는 알마시를 추적하려던 복수심을 버리고, 환자의 이야기를 들은 후 복수를 그만둔다. 후에 키프는 폭탄을 모두 제거하고, 하나와 다시 만날 것을 약속하지만, 알마시가 끝내 자살을 결심하자 하나는 그의 마지막 소원을 들어준다. 알마시의 죽음 후, 하나는 카라바지오와 함께 피렌체로 떠나며 알마시의 책을 꼭 쥐고 있다.

## 출연
- 레이프 파인스 - 라슬로 알마시
- 크리스틴 스콧 토머스 - 캐서린 클리프턴
- 윌럼 더포 - 데이비드 카라바조
- 쥘리에트 비노슈 - 한나
- 나빈 앤드루스 - 킵
- 콜린 퍼스 - 제프리 클리프턴
- 줄리언 워덤 - 피터 매독스
- 위르겐 프로흐노 - 뮐러 소령
- 케빈 웨이틀리 - 하디 병장
- 클라이브 메리슨 - 페넬론반스
- 니노 카스텔누오보 - 다고스티노
- 히쳄 로스톰 - 푸아드
- 페터 뤼링 (Peter Rühring) - 버만
- 조디 존슨 (Geordie Johnson) - 올리버
- 토리 히긴슨 - 메리
- 리사 르포마르텔 - 잔
- 레이먼드 쿨타드 - 루퍼트 더글러스
- 필립 위트처치 - 데이드 상병
- 리 로스 - 스페일딩
- 앤서니 스미 - 해안가 심문 장교
- 매슈 퍼거슨 - 어린 캐나다 병사
- 제이슨 던 - 키스 병사
- 로저 모리지 (Roger Morlidge) - 사막 기차 상병

## 한국판 성우진(KBS)
- 김민석 - 알마시(레이프 파인스)
- 서혜정 - 캐트린(크리스틴 스콧 토머스)
- 김준 - 카라바지오(윌럼 더포)
- 이선 - 한나(쥘리에트 비노슈)
- 강구한 - 메덕스(줄리언 워드햄)
- 이재용 - 제프리(콜린 퍼스)
- 이호인 - 킵(나빈 앤드루스)
- 김태웅 - 하디(케빈 와텔리)
- 최병상 - 뮐러(위르겐 프로흐노)
- 전인배 - 루퍼트(레이먼드 쿨타드)
- 장호비 - 상병(필립 위트처치)
- 한호웅 - 버먼(페터 뤼링)
- 조진숙 - 잰(리사 레포마르텔)
- 원호섭 - 푸아드(히쳄 로스텀)